# Луковня (Московская область)
Лу́ковня — деревня в городском округе Подольск Московской области России. До 2015 года входила в состав сельского поселения Дубровицкое Подольского района.
Численность населения — 13 человек (2005).

## Расположение
Находится на берегу реки Пахра. Ближайшие населённые пункты — деревни Кутьино, Булатово, посёлки Поливаново, Дубровицы.
Расстояние до (по автодороге):
- центра городского округа (Подольск) — 10 км;
- центра бывшего сельского поселения (Дубровицы) — 3 км;
- ближайших ж/д платформ (Кутузовская, Подольск) — 15 км;
- МКАД — 27 км.

## Достопримечательности
- На южной границе деревни в излучине реки Пахры находится древнее Городище Луковня.

## Изображения

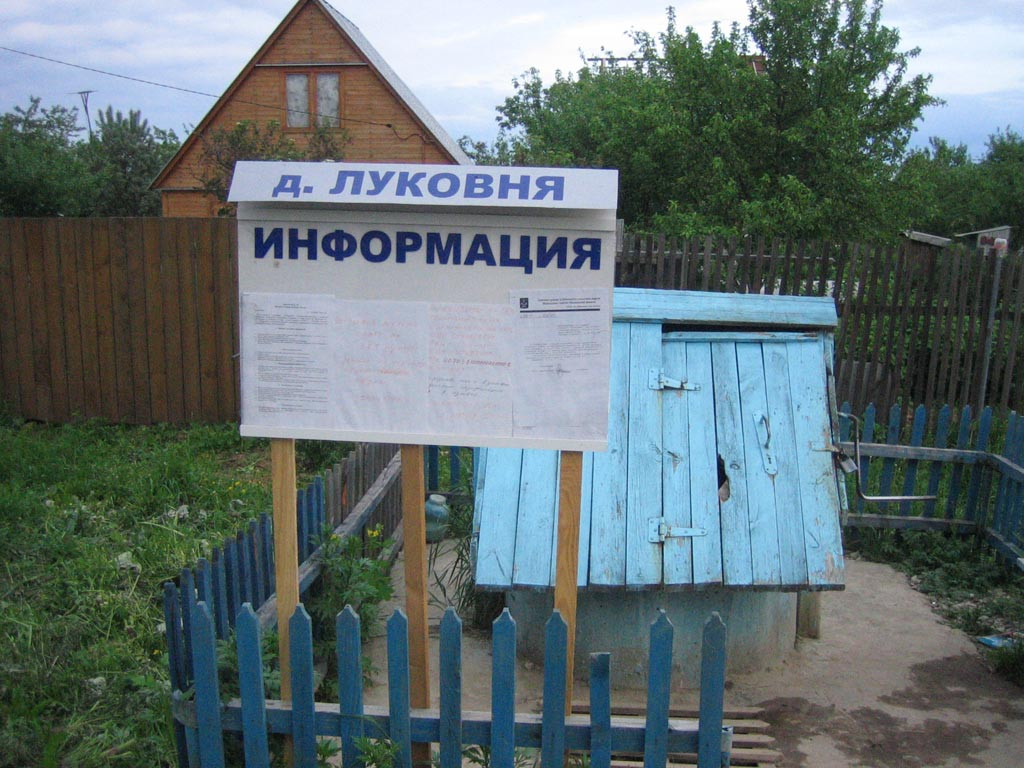
Информационный стенд и колодец